# 丸ヶ崎
丸ヶ崎（まるがさき）は、埼玉県さいたま市見沼区の大字。本項では、関連する町丁である丸ヶ崎町（まるがさきちょう）や、同地域にかつて存在した北足立郡丸ヶ崎村（まるがさきむら）についても記す。郵便番号は丸ヶ崎が337-0001、丸ヶ崎町が337-0007。

## 地理
埼玉県南部、さいたま市見沼区の北西端に位置する。区域は大字丸ヶ崎は大半が沖積低地で、丸ヶ崎町は大宮台地上に位置する。東側でさいたま市見沼区春野に、東側および南側で同深作に、南側で同東大宮に、西側で上尾市大字瓦葺に、北でさいたま市岩槻区大字平林寺・大字馬込および蓮田市馬込に隣接する。また、芝浦工業大学大宮キャンパスの西側で大字丸ヶ崎が非常に細長く南に食い込み、その先端で島町一丁目と接している。おおむね綾瀬川右岸にあたる。綾瀬川沿いに自然堤防（微高地）が東西に並行するように存在し、江戸期からの集落を形成している。台地の縁に沿って見沼代用水東縁が流れる。
国道16号東大宮バイパスが横断、埼玉県道322号東門前蓮田線が縦断する。南西部の土地区画整理事業完了区域では換地処分に伴う町名地番変更が実施され、丸ヶ崎町となっている。また、2023年時点で、丸ヶ崎の一部では丸ヶ崎土地区画整理事業が行われている。
縄文時代後期の縄文遺跡である丸ヶ崎遺跡がある。

### 河川
- 綾瀬川
- 深作川
- 見沼代用水東縁

### 地価
国土交通省地価公示
- 所在および地番：丸ヶ崎町47番5
- 価格：121,000円/m2
- 利用現況：住宅
  - 2017年（平成29年）1月1日時点[7]

## 歴史

### 地名の由来
台地が突き出した場所であることから。

### 沿革
もとは江戸期より存在した武蔵国足立郡南部領に属する丸ヶ崎村、古くは太田荘箕輪郷に属していたと云われている。享禄年間（1528年 - 1531年）までは一帯は未開の地であった。なお、丸ヶ崎は円笠木とも称されていた。村高は正保年間の『武蔵田園簿』では630石（田33町余、畑28町余）、『元禄郷帳』では636石余、『天保郷帳』では642石余であった。助郷は中山道上尾宿に出役していた。化政期の戸数は80軒で、村の規模は東西15町余、南北10町余であった。
- 戦国時代の頃には岩槻城を本拠とする岩槻太田氏（岩付太田家）の領内であり、土塁や曲輪を有する丸ヶ崎館という居館（または日本の城）が存在していた[9][10]。土塁は昭和の頃まで良好な状態で残っていたが、近郊の開発が活発になった際に破壊され、現在はほぼ消失している。
- 1591年（天正19年）より一部の知行が旗本稲生氏、1617年（元和3年）より一部の知行が旗本河村氏、1633年（寛永10年）より残りの区域の知行が旗本大久保3氏となり旗本5氏よる相給となる[5]。大久保氏は丸ヶ崎館に隣接した場所に大久保陣屋を構えている。
- 享保年間より丸ヶ崎溜井を開発した溜井新田は幕府領である[5]。なお、丸ヶ崎溜井は綾瀬川と並びに用水源のひとつであったが、見沼代用水が出来るとそれに代わってそこから圦樋を設けて分水するようになった。
- 1828年（文政11年）より岩槻宿寄場西組39か村組合に所属[5]。
- 幕末の時点では足立郡に属し、明治初年の『旧高旧領取調帳』の記載によると、知行は旗本大久保2氏（大久保達四郎および大久保九郎兵衛）・稲生出羽守・河村源右衛門の相給[11]。
- 1868年（慶応4年）6月19日 - 武蔵知県事・山田政則（忍藩士）の管轄となる。
- 1869年（明治2年）
  - 1月13日 - 武蔵知県事・宮原忠英の管轄区域に大宮県を設置。県庁は東京府馬喰町に置かれる。
  - 9月29日 - 県庁が浦和に置かれ浦和県に改称。
  - 12月2日 - 旗本領が上知され、浦和県の管轄となる（府藩県三治制も参照）。
- 1871年（明治4年）11月13日 - 第1次府県統合により埼玉県の管轄となる。
- 1879年（明治12年）3月17日 - 郡区町村編制法の埼玉県での施行により北足立郡の所属となる。
- 1889年（明治22年）4月1日 - 町村制の施行により、北足立郡丸ヶ崎村が単独で自治体を形成[5]。
- 1892年（明治25年）9月21日 - 小深作村・深作村・宮ヶ谷塔村と合併して春岡村が発足。同日丸ヶ崎村廃止[12][13]。春岡村の大字丸ヶ崎となる。
- 1955年（昭和30年）1月1日 - 春岡村が大宮市に編入合併され、大宮市の大字となる。
- 1960年（昭和35年）12月19日 - 一部を事業区域に含む砂土地区画整理事業（第3工区）の都市計画決定が告示される[14]。
- 1966年（昭和41年）11月8日 - 砂土地区画整理事業（第3工区）の事業計画決定が告示される[14]。
- 1971年（昭和46年）
  - 1月22日 - 一部を事業区域に含む深作西部土地区画整理事業の都市計画決定が告示される。
  - 4月27日 - 深作西部土地区画整理事業の事業計画決定が告示される。
- 1972年（昭和47年）4月14日 - 砂土地区画整理事業（第3工区）の換地処分が前日に行われた[14]ことに伴い、町名地番変更が行われ、南西部の地域から丸ヶ崎町が成立[6]。また、大字丸ヶ崎および大字砂の各一部から東大宮六丁目が成立[6]。
- 1975年（昭和50年）2月12日 - 地内の丸ヶ崎町45-1の場所に「春岡幼稚園」が開園する[15]。
- 1990年（平成2年）1月5日 - 大字丸ヶ崎の一部を事業区域に含む丸ヶ崎土地区画整理事業の事業計画決定が告示される[14]。
- 1992年（平成4年）2月10日 - 住居表示実施により、大字深作および大字丸ヶ崎の各一部から春野一丁目 - 三丁目が成立[16]。
- 1996年（平成8年）3月29日 - 大字丸ヶ崎の一部を事業区域に含む大宮深作土地区画整理事業の都市計画決定が告示される[14]。
- 1997年（平成9年）5月8日 - 大宮深作土地区画整理事業の事業計画決定が告示される[14]。
- 2001年（平成13年）5月1日 - 浦和市・大宮市・与野市が合併し、さいたま市が発足。大字丸ヶ崎はさいたま市の大字となり、丸ヶ崎町はさいたま市の町丁となる。
- 2003年（平成15年）4月1日 - さいたま市が政令指定都市に移行。大字丸ヶ崎は同市見沼区の大字となり、丸ヶ崎町は同市見沼区の町丁となる。
- 2005年（平成17年）12月17日 - 大宮深作土地区画整理事業の換地処分が前日に行われた[14]ことに伴い、町名地番変更が行われ、大字丸ヶ崎および大字深作の各一部から春野四丁目が成立[17]。
- 2009年（平成21年）1月10日 - 深作西部土地区画整理事業の換地処分が前日に行われた[14]ことに伴い、町名地番変更が行われ、大字丸ヶ崎および大字深作の各一部から春岡二丁目が成立[17][18]。
- 2017年（平成29年）3月23日 - 埼玉県道322号東門前蓮田線（都市計画道路大間木丸ヶ崎線）のうち、芝浦工業大学野球場から出戸橋通り（都市計画道路砂春岡線）までの610 mが開通する[19][20]。

## 世帯数と人口
2017年（平成29年）9月1日時点の世帯数と人口は、以下のとおりである。
| 大字・町丁 | 世帯数    | 人口    |
| ---------- | --------- | ------- |
| 大字丸ヶ崎 | 447世帯   | 1,135人 |
| 丸ヶ崎町   | 1,180世帯 | 2,579人 |
| 計         | 1,627世帯 | 3,714人 |

## 小・中学校の学区
市立小・中学校に通う場合、学区（校区）は以下のとおりとなる。
| 大字・町丁 | 区域 | 小学校                 | 中学校                 |
| ---------- | --- | ---------------------- | ---------------------- |
| 大字丸ヶ崎 | 1063 - 1067番地、1076・1077番地、1080番地、1083番地 1085番地、1087番地、1090番地、1096 - 1098番地 1104 - 1198番地、1242 - 1245番地、1249 - 1251番地 1256 - 1299番地、1318番地、1322番地、1329 - 1378番地 1397番地、1408 - 2900番地（旧地番2171 - 2989） 2916番地 - 2918番地、2920 - 2923番地、2927番地 2930 - 2937番地、2940 - 2976番地、2978 - 3074番地 | さいたま市立春野小学校 | さいたま市立春野中学校 |
| 大字丸ヶ崎 | その他 | さいたま市立春岡小学校 | さいたま市立春野中学校 |
| 丸ヶ崎町   | 全域 | さいたま市立春岡小学校 | さいたま市立春野中学校 |

## 交通

### 鉄道
大字丸ヶ崎・丸ヶ崎町とも、地内に鉄道路線は通っていない。最寄り駅は地点によって異なり、東日本旅客鉄道（JR東日本）宇都宮線の東大宮駅、同蓮田駅、東武野田線（東武アーバンパークライン）の七里駅、同岩槻駅のいずれかである。東大宮駅は、丸ヶ崎町47番5の地点から約1.6 kmの位置にある。

### バス
- 国際興業バス
  - さいたま東営業所
    - 東大01：東大宮駅 - 東大宮六丁目 - 深作中 - アーバンみらい
    - 東大02：東大宮駅→東大宮六丁目→深作中→アーバンみらい→ファミリータウン西→ 東大宮六丁目→東大宮駅〈春岡先回り循環〉（午前のみ）
    - 東大02：東大宮駅→東大宮六丁目→ファミリータウン西→アーバンみらい→深作中→東大宮六丁目→東大宮駅〈ファミリータウン先回り循環〉（午後のみ）
    - 東大02-2：東大宮駅 - 東大宮六丁目 - ファミリータウン西 - アーバンみらい - 深作中
    - 東大81：さいたま東営業所 - 神宮台入口 - 七里駅入口 - 深作中 - アーバンみらい - 丸ヶ崎火の見下 - 東大宮駅
    - 大14：大宮駅東口→西中野→大和田駅入口→東大宮駅→アーバンみらい→深作中（深夜バス）

### 道路
- 国道16号
  - 東大宮バイパス
- 埼玉県道322号東門前蓮田線（大間木丸ヶ崎線）
- 緑のヘルシーロード - 丸ヶ崎町の北端および大字丸ヶ崎の一部を通る自転車歩行者専用道路。

## 施設
大字丸ヶ崎
- 真言宗智山派多聞院
- 子なます神社
- 西通公園

丸ヶ崎町
- さいたま市立東大宮保育園
- 春岡幼稚園 - 学校法人 荒井学園
- 丸ヶ崎町自治会館
- 氷川神社
- 丸ヶ崎観音堂
- 中原公園
- 有無公園